# Edificios industriales de la rúa Borges de Figueiredo
Los Edificios industriales de la rúa Borges de Figueiredo, también conocidos como las industrias reunidas Francisco Matarazzo, Cia Fiat Lux y Fábrica de biscoitos Duchen son unos edificios industriales declarados como patrimonio histórico ubicados en la ciudad de São Paulo, Brasil. Actualmente son más conocidos con el sobrenombre de galpones de Mooca y colindan con las Antiguas Oficinas Casa Vanorden.
Estos edificios son reconocidos como un hito inicial en el proceso de industrialización de la ciudad y determinantes en la formación del barrio de Mooca ubicado en la zona este de la ciudad que siempre fue percibido como uno de los distritos más importantes de la ciudad relacionado con su industrialización.
Conforme consta en el procedimiento de declaración como patrimonio histórico ante el CONPRESP, la población local señaló que el área se encuentra amenazada. Luego de que se pusiera un cartel anunciando una nueva construcción en una de sus fachadas, el interior de los galpones empezaron a ser derrumbados, lo que sólo fue impedido luego de que varias instancias públicas iniciaran el proceso de declaración como patrimonio. Los galpones fueron organizados de manera secuencial y constituyen una postal que otorga notoriedad al barrio de Mooca.